# Seyyed Hassan Taqizadeh

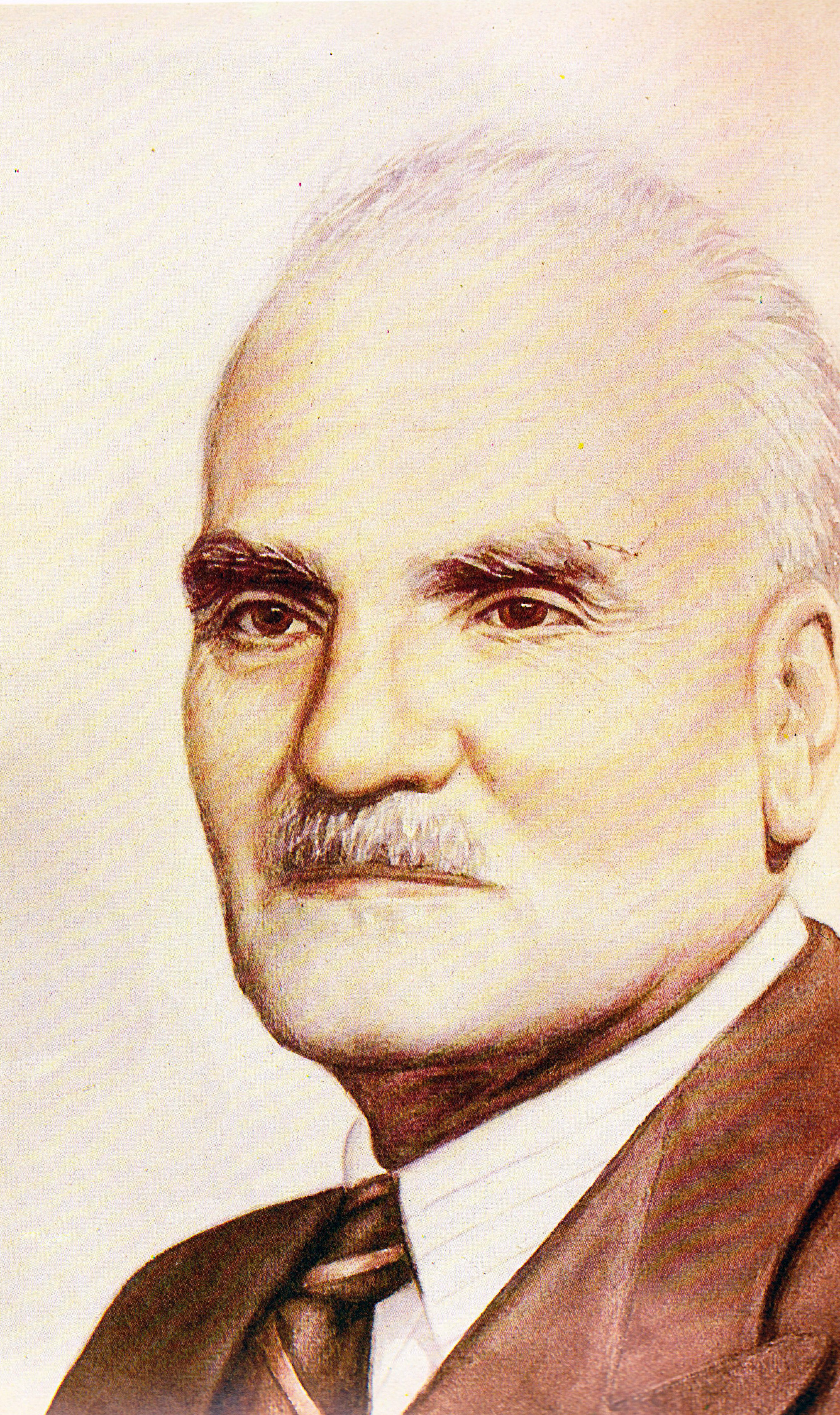
Seyyed Hassan Taqizadeh

Seyyed Hassan Taqizadeh (persisch سيدحسن تقی‌زاده; * September 1878 in Täbris; † 28. Januar 1970 Teheran) war ein iranischer Wissenschaftler, Publizist, Abgeordneter, Minister, Diplomat und Botschafter Irans. 

## Kindheit und Jugend

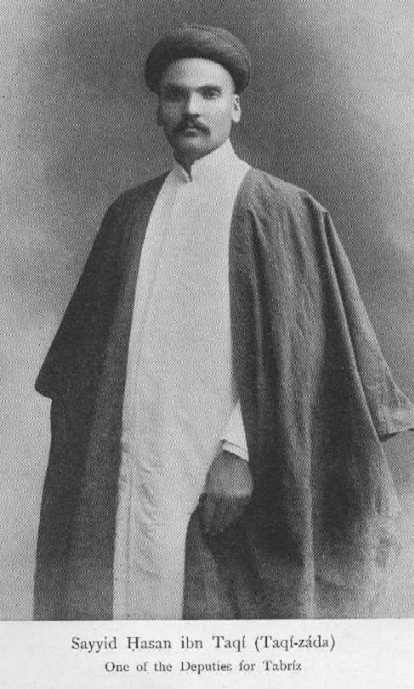
Seyyed Hassan Taqizadeh (als Abgeordneter des ersten iranischen Parlaments, um 1906)

Seyyed Hassan Taqizadehs Vater war ein schiitischer Geistlicher, der in seinem Sohn ebenfalls einen Geistlichen sah. Ab seinem 5. Lebensjahr begann Seyyed Hassan seine Ausbildung mit Koranstudien, Astronomie und Arabisch. Darüber hinaus bildete er sich in traditioneller Medizin aus. Diese traditionelle Ausbildung wurde von seinem Vater überwacht und gefördert. Heimlich lernte er französisch und später in der American Memorial School englisch und beschäftigte sich intensiv mit der europäischen Literatur. Mehrere Jahre lebte er ein Doppelleben. Tagsüber besuchte er das schiitische Seminar und abends beschäftigte er sich mit der Geistesgeschichte des Westens und mit neueren iranischen Veröffentlichungen, die Moderne und Veränderung auch im Iran forderten. Es waren vor allem Exiliraner, die die Einführung von Demokratie und rechtsstaatlichem Denken im Iran forderten. Kritisiert wurden Rückständigkeit und Traditionalismus, der vor allem der Geistlichkeit angelastet wurde, die für die kulturelle Unabhängigkeit Irans eintrat. Demgegenüber vertraten die Modernisten die Auffassung, dass nur eine Hinwendung zum Westen und die Übernahme westlicher Werte den Iran sowohl wirtschaftlich wie gesellschaftlich voranbringen konnten. Taqizadeh sollte zum Advokaten eines modernen, westlich geprägten Irans werden.
Mit 20 Jahren versuchte er 1898 nach dem Tod seines Vaters zusammen mit seinem Freund Mohammad Ali Tarbiyat in Täbris eine säkulare Schule zu gründen. Die Geistlichen, die bis dahin mit ihren Koranschulen ein Bildungsmonopol besaßen, waren schockiert und organisierten den Widerstand gegen die Pläne Taqizadehs, so dass dieser seine Pläne zunächst aufgeben musste. Wenig später gelang es ihm aber einen Buchladen für moderne Literatur zu eröffnen, in dem Bücher über Demokratie, Rechtsstaatlichkeit und Reformen angeboten wurden. Ab 1902 gab er für die Dauer eines Jahres die Zeitschrift Majmou-eye Fonoun (Almanach der Wissenschaften) heraus, in der Artikel über neue wissenschaftliche Entwicklungen sowie Übersetzungen und Auszüge aus der europäischen Literatur erschienen.

## Konstitutionelle Revolution

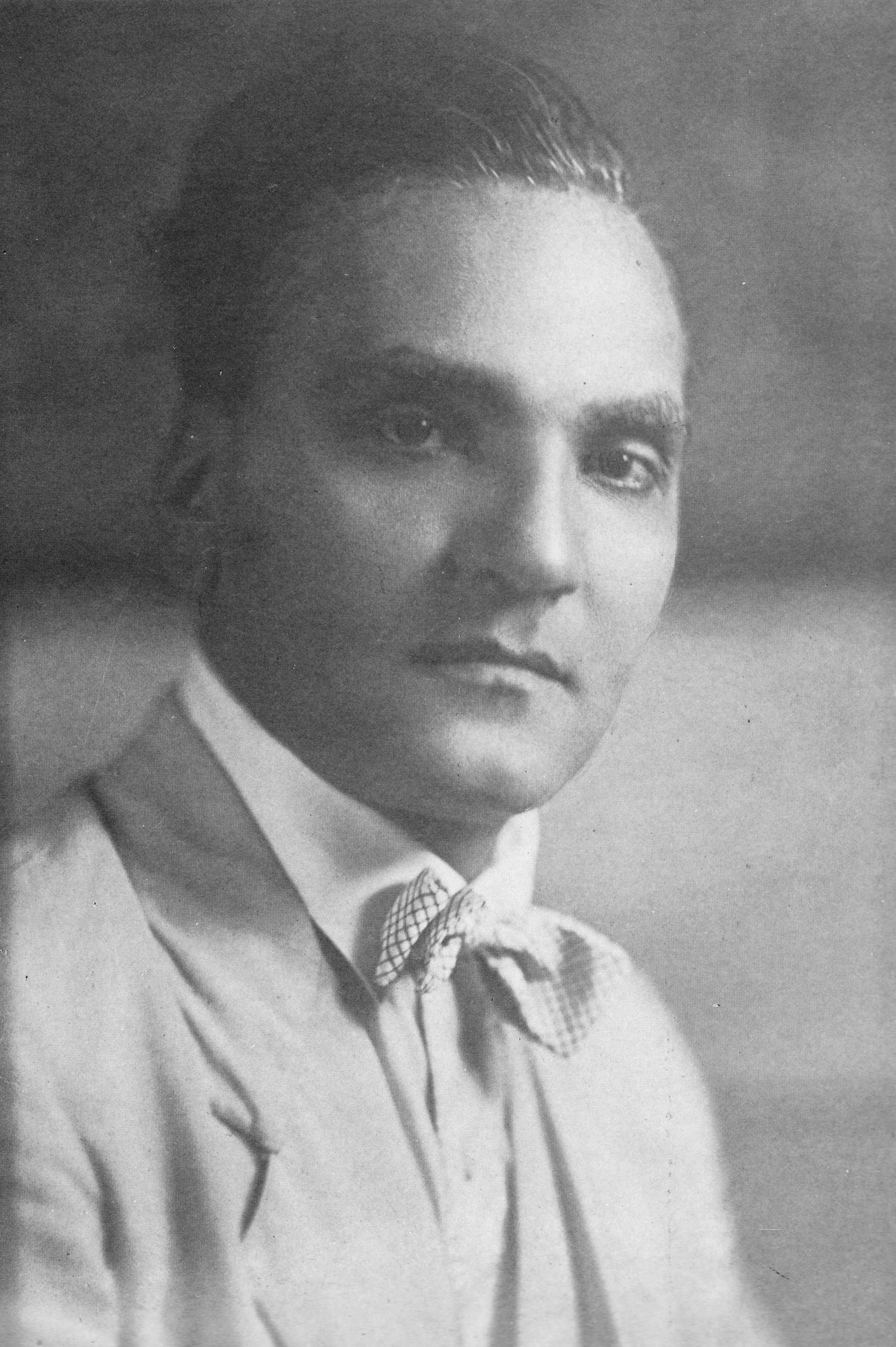
Seyyed Hassan Taqizadeh in den USA, 1914

Ab 1904 begab sich Taqizadeh auf eine Bildungsreise. Er besuchte alle bedeutsamen Städte des Nahen Ostens (Istanbul, Damaskus und Kairo) sowie die Kaukasusregion. Er traf Schriftsteller und Wissenschaftler und kehrte mehr denn je überzeugt von seinen politischen Ideen, der Iran müsse sich durch eine Hinwendung zu westlichen Ideen erneuern, zurück in den Iran. Dort war inzwischen die Konstitutionelle Revolution ausgebrochen, was zunächst einmal dazu führte, dass sein Buchladen in Täbris von seinen Gegnern niedergebrannt worden war. Taqizadeh unterstützte die Revolution und wurde nach der Gründung des ersten Parlaments 1906 als Abgeordneter von Täbris gewählt. Taqizadeh wurde Anführer einer radikalen Fraktion, die für eine Ergänzung der 1906 verabschiedeten Verfassung eintrat. Er entwarf die die Verfassung ergänzenden Artikel, in denen es um die Ausgestaltung der Bürgerrechte und der Teilung der Gewalt zwischen Regierung, Parlament und Rechtsprechung ging. Damit stellte er sich klar gegen die Geistlichkeit, die in der Verfassungsänderung vor allem auf die Vereinbarkeit der vom Parlament verabschiedeten Gesetze mit dem Islam abzielte. Am Ende stand ein Kompromiss. Sowohl der Verfassungszusatz der Geistlichen wie die Entwürfe von Taqizadeh wurden am 7. Oktober 1907 vom Parlament angenommen. Zu diesem Zeitpunkt konnte Taqizadeh nicht ahnen, dass am Ende sein Gegenspieler Fazlollah Nuri sich durchsetzen sollte. Nuri erklärte 1907: „Die konstitutionelle Bewegung hat die Worte Freiheit und Gleichheit auf die Fahnen geschrieben. Diese beiden Forderungen widersprechen dem Islam. Der Islam verlangt Gehorsam und nicht Freiheit, Ungleichheit und nicht Egalität.“ Taqizadeh musste vor seinen Gegner in die britische Botschaft fliehen und verließ wenig später unter britischem Schutz den Iran. In London fand er eine neue Heimat und lehrte an der Universität Cambridge.
Nach wenigen Monaten kehrte er jedoch in den Iran zurück und kämpfte 1908 an der Seite von Sattar Khan gegen Mohammed Ali Schah, der das Parlament aufgelöst hatte und die alte absolutistische Ordnung wiederherstellen wollte. Nach dem Sieg der konstitutionellen Bewegung wurde Taqizadeh in das neu konstituierte Parlament gewählt. Als Mitglied eines regierenden Triumvirats war er an der formellen Absetzung Mohammad Ali Schahs und der Einsetzung Ahmad Schahs als dessen Nachfolger beteiligt. Als es im Verlauf der späteren Auseinandersetzungen zur Ermordung eines Geistlichen kam, wurde Tarqizadeh beschuldigt, an dem Attentat beteiligt gewesen zu sein. Wiederum musste er seine Heimat verlassen und ging nach London.

## Aufenthalt in den USA und Berlin

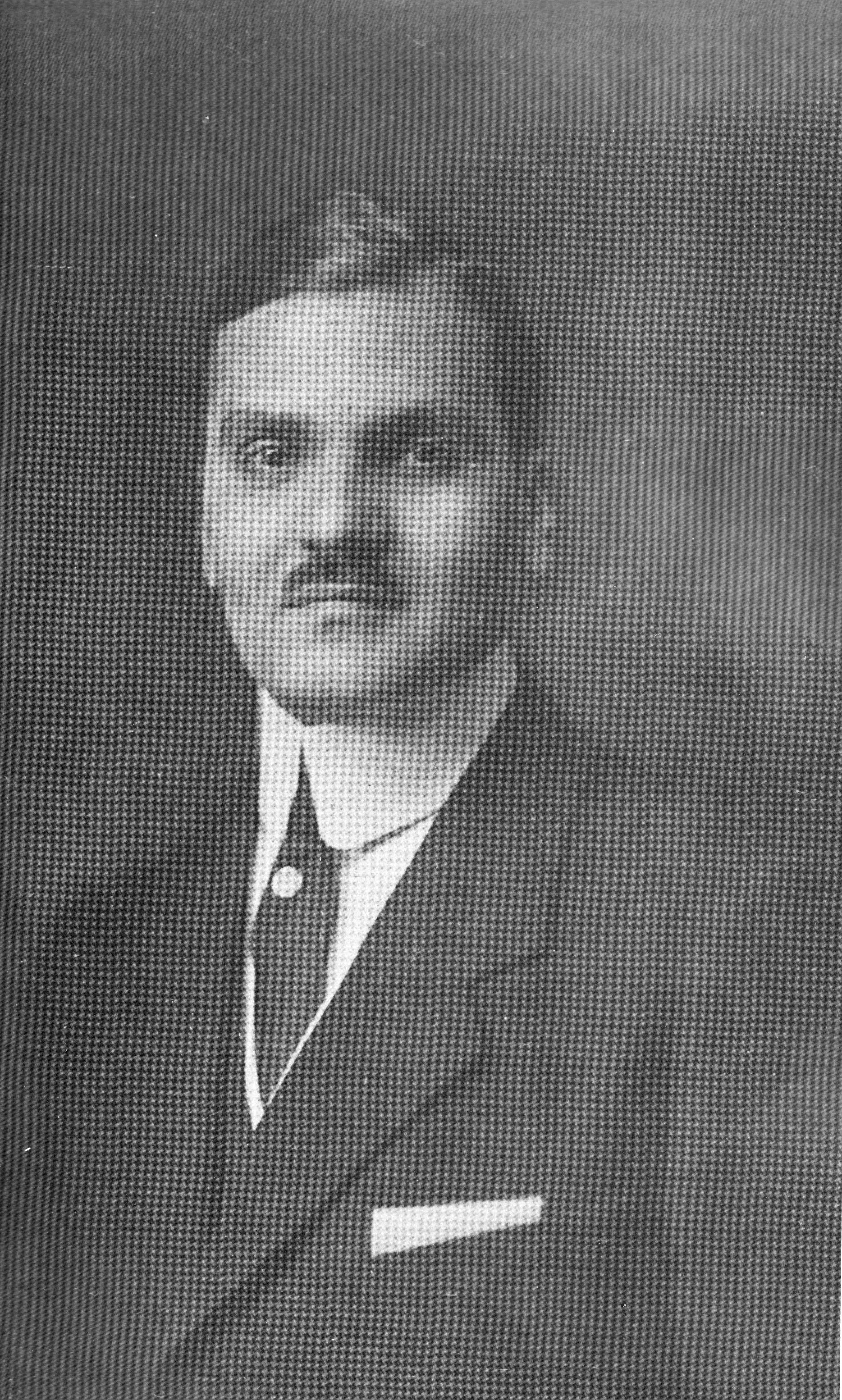
Seyyed Hassan Taqizadeh in Berlin, 1916

1913 übersiedelte Taqizadeh in die USA, wo er die nächsten zwei Jahre verbrachte. Inzwischen war der Erste Weltkrieg ausgebrochen. Taqizadeh wurde von deutschen Agenten kontaktiert, die ihn nach Berlin einluden. Taqizadeh nahm die Einladung an, zog nach Berlin und gab zusammen mit Mohammad Ali Dschamalzade und Mohammad Ghazvini die Zeitschrift Kaveh heraus, die als eine der besten jemals erschienen Exilzeitschriften gilt. Er gründete zusammen mit anderen Exiliranern am 29. Januar 1917 die „Deutsch-Persische Gesellschaft E.V.“

Die Redaktion von Kaveh nannte die Zeitung ein "Organ der persischen Nationalisten". Die Zeitung erschien zweimal im Monat. Ziel der Publikation war es, 

„unter unseren Landsleuten in Persien und im Auslande die Anschauung zu verbreiten, daß jetzt der Zeitpunkt gekommen ist, wo Persien seine Unabhängigkeit wiedergewinnen kann, und der Zeitpunkt, in dem die englischen und russischen Eindringlinge aus dem Lande vertrieben werden können. ... Unsere Zeitung tritt für eine neue große Erhebung ein, die die heutigen fremden Knechter Persiens aus dem Lande vertreiben soll.“

Taqizadeh vertrat in seinen Artikeln die Auffassung, dass die Iraner sich von Grund auf mit Hilfe westlicher Werte neu orientieren müssten.
Als Beilagen zu Kaveh erschienen auch Mohammad Ali Dschamalzades „Farsi Shekar Ast“ und „Ganj Shaygan“. Mohammad Ali Dschamalzade war einer der bekanntesten persischen Literaten und Erzähler von Kurzgeschichten.
Nach dem Ende des Ersten Weltkriegs wurde Kaveh von der deutschen Reichsregierung nicht weiter finanziert, so dass die Zeitung 1921 ihr Erscheinen einstellen musste.
Nachdem Kaveh sein Erscheinen eingestellt hatte, gründete Hossein Kazemzadeh in der Nachfolge von Kaveh in Berlin den Orientalischen Zeitschriftenverlag Iranschähr (Iranschahr, Benennung Irans zur Zeit der Sassaniden). Die in diesem Verlag erschienenen Schriften sowie die Zweimonatsschrift Iranschähr hatten großen Einfluss auf die Entwicklung eines iranischen Nationalgefühls.
Taqizadeh heiratete 1923 in Berlin eine Deutsche. Das Paar blieb kinderlos.

## Abgeordneter und Berater von Reza Schah
1921 reiste Taqizadeh in den Iran und wurde Teil der Delegation, die den neuen Vertrag zur wirtschaftlichen Zusammenarbeit zwischen der Sowjetunion und Iran, den Sowjetisch-iranischen Freundschaftsvertrag von 1921, aushandelte. Premierminister Reza Khan, der spätere Reza Schah Pahlavi, lud Taqizadeh ein, im Iran zu bleiben. Taqizadeh zählte zu Reza Schahs engsten Beratern, obwohl er in der entscheidenden Parlamentssitzung, in der Reza Pahlavi zum Schah bestimmt werden sollte, zu den vier Abgeordneten zählte, die sich gegen diesen Schritt aussprachen. Er war nicht gegen die Ernennung Reza Pahlavis zum Schah, Taqizadeh sprach sich lediglich gegen das gewählte Verfahren aus, dass der Wechsel an der Spitze des Staates einzig durch eine einfache Verfassungsänderung erfolgte. Taqizadeh schlug vor, dass man eine Kommission von Verfassungsexperten einsetzen solle, die eine entsprechende Empfehlung für das Parlament ausarbeiten sollten.

## Gouverneur und Botschafter

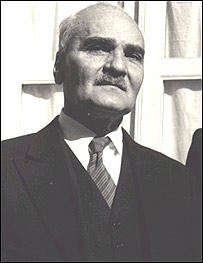
Seyyed Hassan Taqizadeh als Senator

1929 wurde Taqizadeh zunächst Gouverneur von Chorasan, dann Botschafter in London, dann Verkehrsminister und Finanzminister. 1933 wurde er als Botschafter nach Paris entsandt. 1941, nach der Abdankung Reza Schahs, wurde als Botschafter nach London entsandt und blieb dort für die kommenden sechs Jahre.

## Senator
1950 wurde Taqizadeh Mitglied des neu gegründeten Senats. Taqizadeh begann zudem an der Universität Teheran Vorlesungen an der neu gegründeten theologischen Fakultät zu halten. Er gründete die Bibliothek des Senats und machte sie zu einer der wichtigsten wissenschaftlichen Bibliothek Irans. Er unterstützte die Gründung eines modernen Verlagshauses mit Druckerei, „Sherkate Offset“, und er veröffentlichte weiter Artikel im Bereich Wissenschaft und Kultur.
Im Alter erlitt Taqizadeh einen Herzinfarkt und benutzte fortan einen Rollstuhl. Hassan Taqizadeh starb am 28. Januar 1970 in Teheran.

## Schriften
- S. H. Taqizadeh, u. a.: Kaveh. Organ der persischen Nationalisten. Nachdruck der Ausgaben von 1916–1921, Berlin-Charlottenburg. Teheran, 1977.
- S. H. Taqizadeh: Old Iranian Calendars. Royal Asiatic Society, London, 1938.
- Payam Nabarz, und S. H. Taqizadeh, The Persian 'Mar Nameh': The Zoroasterian 'Book of the Snake', Omens and Calendar and The Old Iranian Calendar (Twin Serpents, Oxford, 2006). ISBN 1-905524-25-0, ISBN 978-1-905524-25-9.

## Weitere Bilddokumente

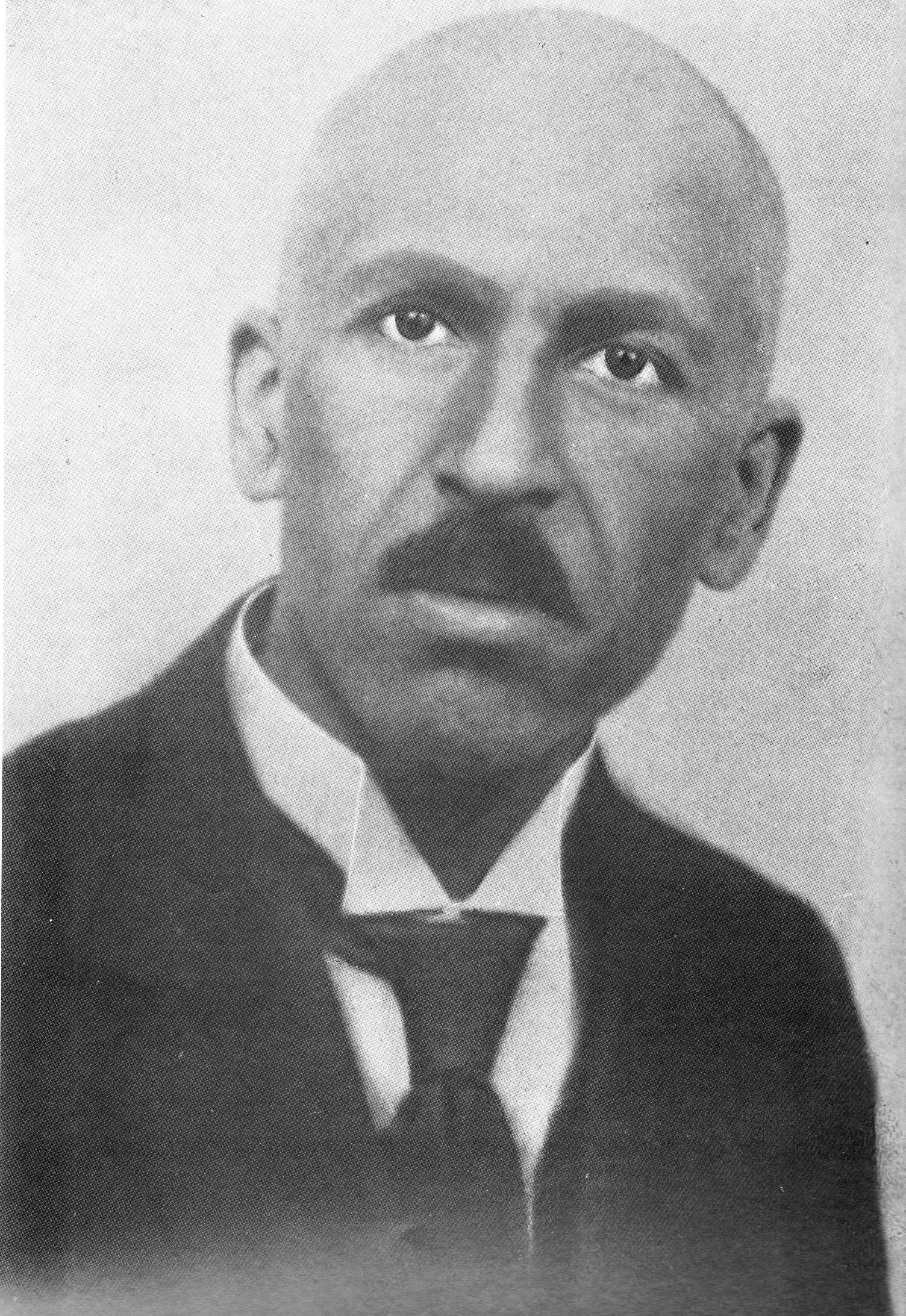
Mohammad Ghazvini während der Zeit der Zusammenarbeit mit Kaveh in Berlin
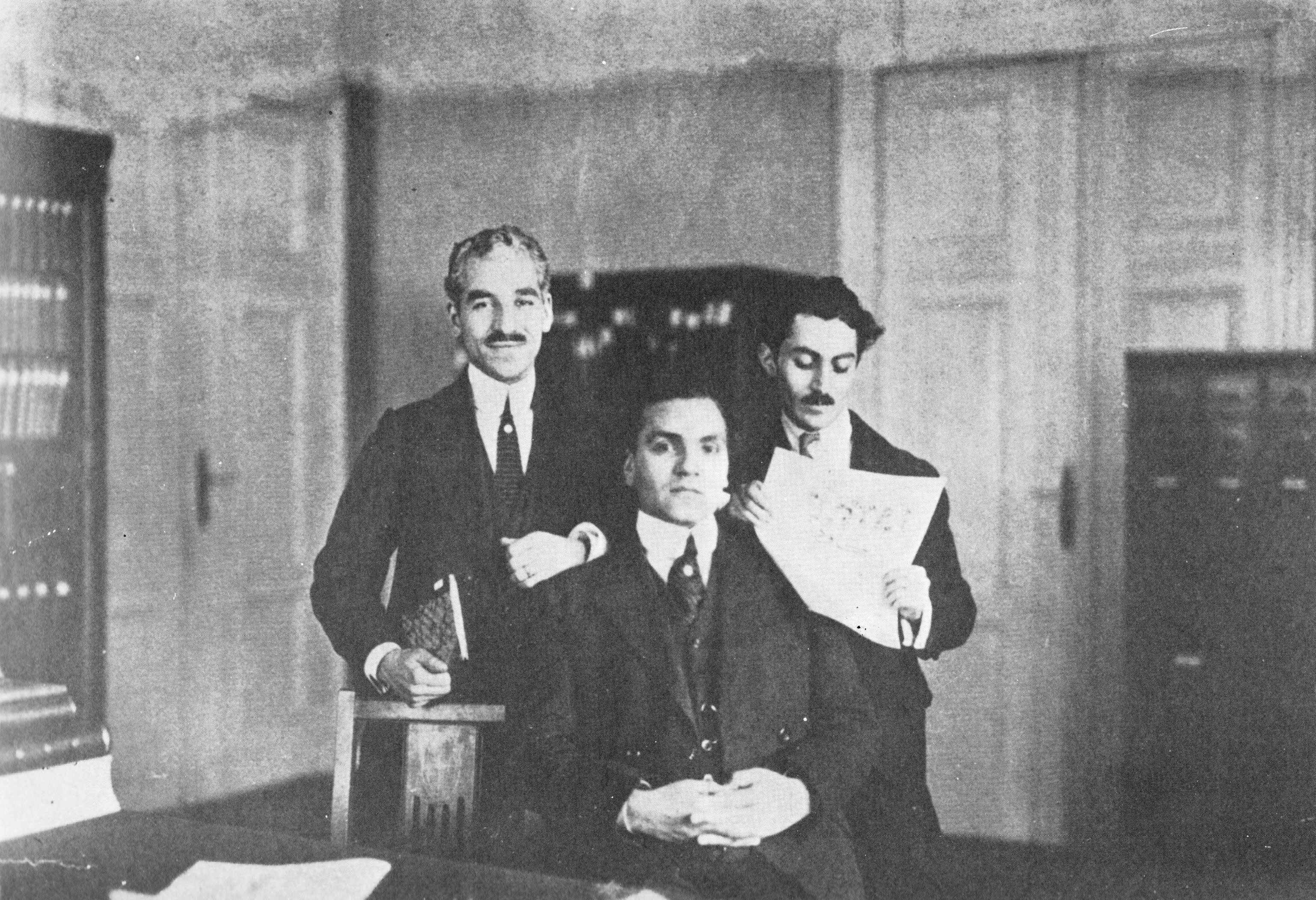
Reza Tarbiat, Hassan Taqizadeh, Mohammad Ali Dschamalzade im Redaktionsbüro von Kaveh (von links)
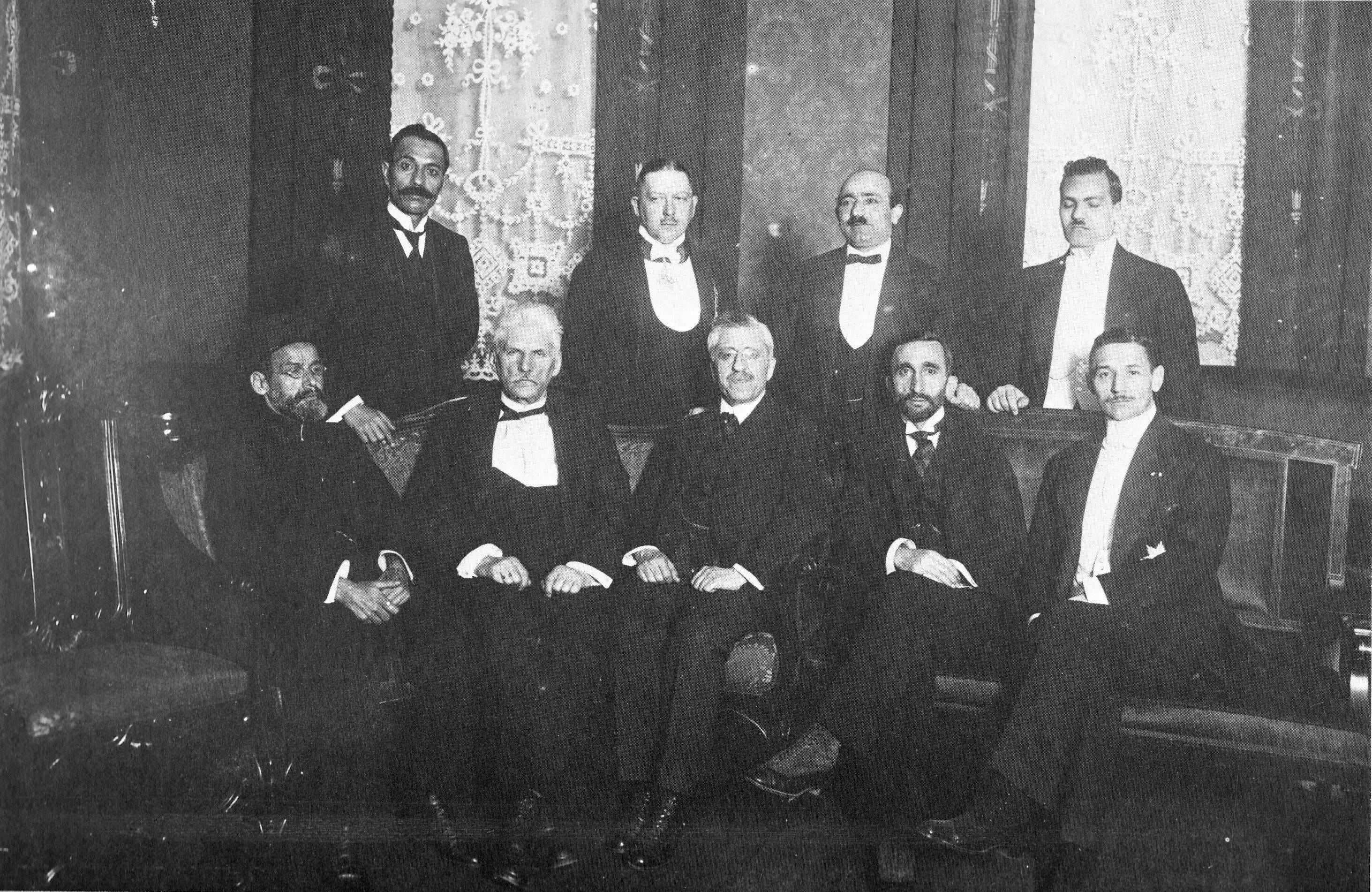
Erste Reihe von links: Seyyed Reza Mosavat, Werner Otto von Hentig, Hossein Gholi Khan Navab, Rudolf Nadolny; zweite Reihe von links: Mohammad Ali Dschamalzade, unknown, Vahid al Molk Shybani, Hosein Taqizadeh
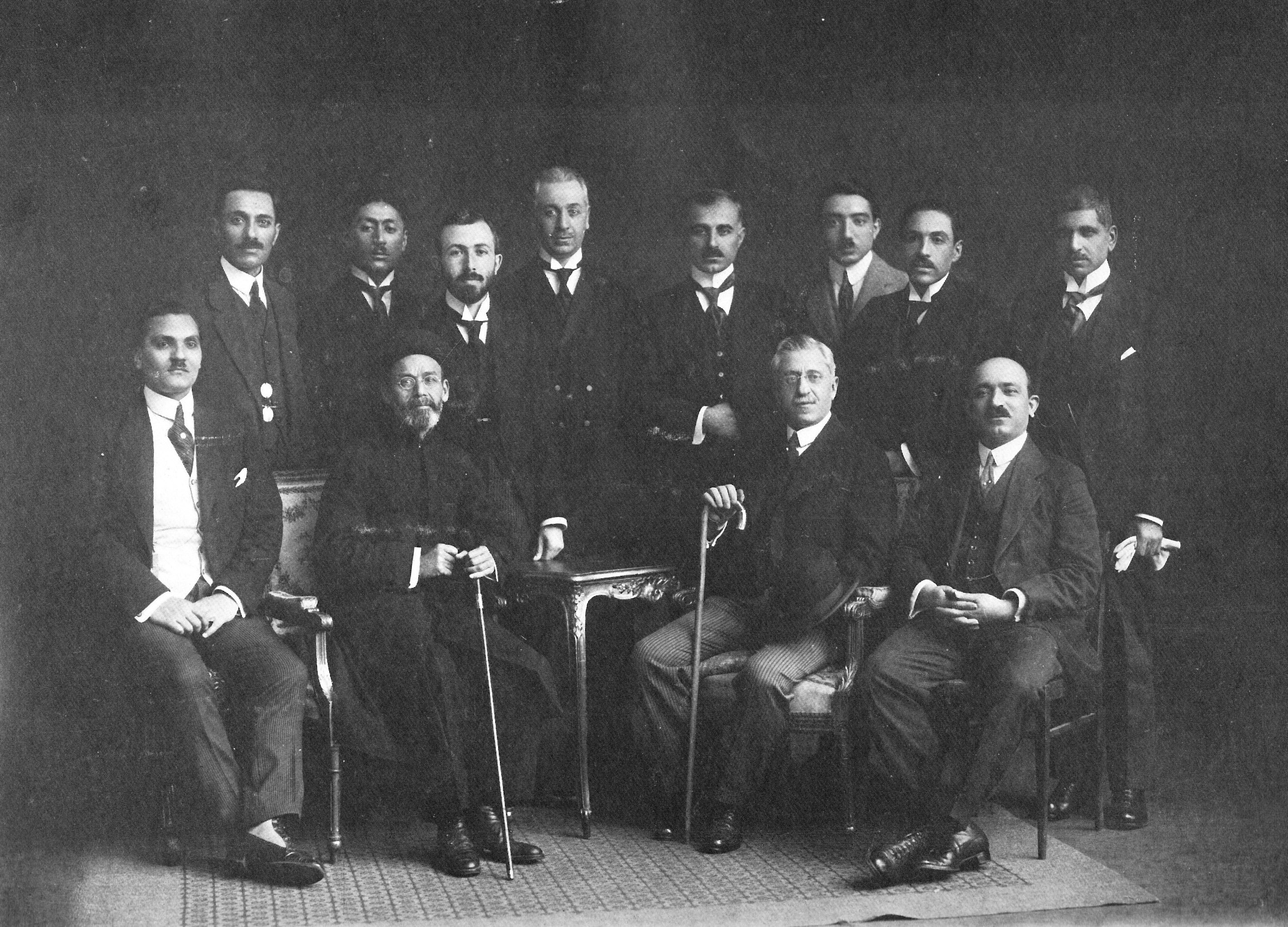
Erste Reihe von links: Seyyed Hassan Taqizadeh, Mohammad Reza Mosavat, Hossein Gholi Khan Navah, Vahid al Molk Shybani; zweite Reihe von links: Mohammad Ali Dschamalzade, Seyyed Abolhassan Alavi (Vater von Bozorg Alavi), Mohammad Ali Mafi Nezam al Saltaneh, unbekannt, Ezatollah Khan Hedayat, Ghasem Suresrafil, unbekannt; Berlin 1918